# Poppy Delevingne
Poppy Angela Delevingne (Londra, 3 maggio 1986) è un'attrice e modella britannica.

## Biografia
Poppy nasce il 3 maggio 1986 a Londra, figlia del promotore immobiliare Charles Hamar Delevingne e Pandora Anne Delevingne (nata Stevens). È cresciuta in una villa di Belgravia e ha frequentato la scuola indipendente di Bedales. È la sorella maggiore della modella e attrice Cara Delevingne. Il suo bisnonno paterno era il politico britannico-canadese Hamar Greenwood, primo visconte Greenwood. Poppy Delevingne discende dai baronetti anglo-ebrei di Faudel-Phillips; due dei suoi antenati di questo ramo della sua famiglia furono Lord sindaci della città di Londra.

### Vita privata
Molto amica dello stilista Matthew Williamson, per un certo periodo di tempo ha condiviso un appartamento a New York con l'attrice Sienna Miller. Nell'ottobre del 2012 inizia una relazione con l'ex modello James Cook; i due convolano a nozze nel maggio del 2014.

### Carriera nella moda
Poppy muove i primi passi nella moda nel 2008, proponendosi quasi per gioco all'agenzia di moda Storm Model Management. Ha sfilato per marchi come Shiatzy Chen, Laura Ashley, Anya Hindmarch, Alberta Ferretti e Burberry. Così facendo, attira le attenzione dello stilista Marc Jacobs divenendo in breve il volto della collezione estate 2012 di Louis Vuitton. È anche ambasciatrice del British Fashion Council, ambasciatrice del marchio Chanel e portavoce rappresentante per Jo Malone London.

### Carriera cinematografica
Poppy è anche un'attrice, ha esordito con un piccolo ruolo nel film Tutto può accadere a Broadway. La sua carriera prosegue anche in televisione, dove prende parte ad alcune serie TV come The Royals e Genius. Altre partecipazione degne di nota sono in Elvis & Nixon (2016), King Arthur - Il potere della spada e Kingsman - Il cerchio d'oro, entrambi prodotti nel 2017.

## Filmografia

### Cinema
- Tutto può accadere a Broadway (She's Funny That Way), regia di Peter Bogdanovich (2014)
- Elvis & Nixon, regia di Liza Johnson (2016)
- King Arthur - Il potere della spada (King Arthur: Legend of the Sword), regia di Guy Ritchie (2017)
- Kingsman - Il cerchio d'oro (Kingsman: The Golden Circle), regia di Matthew Vaughn (2017)
- The Aspern Papers, regia di Julien Landais (2018)
- Bittersweet Symphony, regia di Jamie Adams (2019)
- Spy Intervention, regia di Drew Mylrea (2020)

### Televisione
- I Live with Models – serie TV, episodio 1x05 (2015)
- The Royals – serie TV, episodio 1x03 (2015)
- Genius – serie TV, 5 episodi (2018)
- Riviera – serie TV, 16 episodi (2019-2020)

## Doppiatrici italiane
- Claudia Catani in Riviera
- Giulia Santilli in Kingsman - Il cerchio d'oro
- Lilli Manzini in King Arthur - Il potere della spada

## Ascendenza
|                          |                 |                                       | Genitori                                |  |  | Nonni |  |  | Bisnonni                  |  |  | Trisnonni                |  |
|                          |                 |                                       |                                         |  |  |       |  |  | Edward Charles Delevingne |  |  | Edward Sugden Delevingne |  |
|                          |                 |                                       |                                         |  |  |       |  |  | Edward Charles Delevingne |  |  | Edward Sugden Delevingne |  |
|                          |                 | …                                     |                                         |  |  |       |  |  | Edward Charles Delevingne |  |  |                          |  |
| Edward Dudley Delevingne |                 |                                       |                                         |  |  |       |  |  | Edward Charles Delevingne |  |  |                          |  |
|                          |                 | Jessie Marion Homan                   | James Frederick Homan                   |  |  |       |  |  |                           |  |  |                          |  |
|                          |                 | Jessie Marion Homan                   | James Frederick Homan                   |  |  |       |  |  |                           |  |  |                          |  |
|                          |                 | Jessie Marion Homan                   | Edith Mary Hibberdine                   |  |  |       |  |  |                           |  |  |                          |  |
| Charles Delevingne       |                 | Jessie Marion Homan                   |                                         |  |  |       |  |  |                           |  |  |                          |  |
|                          |                 | Hamar Greenwood, I visconte Greenwood | John Hamar Greenwood                    |  |  |       |  |  |                           |  |  |                          |  |
|                          |                 | Hamar Greenwood, I visconte Greenwood | John Hamar Greenwood                    |  |  |       |  |  |                           |  |  |                          |  |
|                          |                 | Hamar Greenwood, I visconte Greenwood | Charlotte Churchill Hubbard             |  |  |       |  |  |                           |  |  |                          |  |
| Angela Greenwood         |                 | Hamar Greenwood, I visconte Greenwood |                                         |  |  |       |  |  |                           |  |  |                          |  |
|                          |                 | Margery Spencer                       | Walter Spencer                          |  |  |       |  |  |                           |  |  |                          |  |
|                          |                 | Margery Spencer                       | Walter Spencer                          |  |  |       |  |  |                           |  |  |                          |  |
|                          |                 | Margery Spencer                       | Annie Elizabeth Hudson                  |  |  |       |  |  |                           |  |  |                          |  |
| Poppy Delevingne         |                 | Margery Spencer                       |                                         |  |  |       |  |  |                           |  |  |                          |  |
|                          | Charles Stevens | Charles Edward Stevens                |                                         |  |  |       |  |  |                           |  |  |                          |  |
|                          | Charles Stevens | Charles Edward Stevens                |                                         |  |  |       |  |  |                           |  |  |                          |  |
|                          | Charles Stevens | Evelyn Maud Coutts Fowlie             |                                         |  |  |       |  |  |                           |  |  |                          |  |
| Jocelyn Stevens          | Charles Stevens |                                       |                                         |  |  |       |  |  |                           |  |  |                          |  |
|                          |                 | Elizabeth Hulton                      | Edward Hulton, I baronetto              |  |  |       |  |  |                           |  |  |                          |  |
|                          |                 | Elizabeth Hulton                      | Edward Hulton, I baronetto              |  |  |       |  |  |                           |  |  |                          |  |
|                          |                 | Elizabeth Hulton                      | Fanny Elizabeth "Millie Lindon" Warriss |  |  |       |  |  |                           |  |  |                          |  |
| Pandora Stevens          |                 | Elizabeth Hulton                      |                                         |  |  |       |  |  |                           |  |  |                          |  |
|                          |                 | John Vincent Sheffield                | Berkeley Sheffield, VI baronetto        |  |  |       |  |  |                           |  |  |                          |  |
|                          |                 | John Vincent Sheffield                | Berkeley Sheffield, VI baronetto        |  |  |       |  |  |                           |  |  |                          |  |
|                          |                 | John Vincent Sheffield                | Julie Marie van Tuyll van Serooskerken  |  |  |       |  |  |                           |  |  |                          |  |
| Jane Sheffield           |                 | John Vincent Sheffield                |                                         |  |  |       |  |  |                           |  |  |                          |  |
|                          |                 | Anne Margaret Faudel-Phillips         | Lionel Faudel-Phillips, III baronetto   |  |  |       |  |  |                           |  |  |                          |  |
|                          |                 | Anne Margaret Faudel-Phillips         | Lionel Faudel-Phillips, III baronetto   |  |  |       |  |  |                           |  |  |                          |  |
|                          |                 | Anne Margaret Faudel-Phillips         | Armyne Gordon                           |  |  |       |  |  |                           |  |  |                          |  |
|                          |                 | Anne Margaret Faudel-Phillips         |                                         |  |  |       |  |  |                           |  |  |                          |  |